# Viviane Asseyi
Viviane Assey (Mont-Saint-Aignan, 20 novembre 1993) è una calciatrice francese, attaccante del West Ham e della nazionale francese.

## Carriera

### Club
Viviane Assey, nata in Francia e di origini gabonesi, si appassiona al calcio fin da giovanissima, iniziando a giocare nelle formazioni giovanili miste del Quevilly-Rouen dall'età di 7 anni, rimanendo tesserata con la società fino al 2008.
Nell'estate 2008, non ancora quindicenne, trova un accordo con il Rouen per continuare l'attività in una formazione interamente femminile debuttando in Division 2 Féminine, secondo livello del campionato francese, per la stagione entrante. Già alla sua prima stagione con il Rouen si mette in luce, siglando 10 reti su 16 partite di campionato, prima marcatrice della squadra e ottava in classifica generale del gruppo B della D2, conseguendo il settimo posto in classifica a fine campionato e la conseguente salvezza. Nel campionato seguente Asseyi si riconferma migliore marcatrice della squadra, siglando 13 reti su 9 incontri nella prima parte del campionato, prestazione che rimane la quarta assoluta nella classifica marcatrici del gruppo B, tuttavia durante il calciomercato invernale coglie l'occasione offertale dal Montpellier per fare il salto di categoria debuttando in Division 1 dall'11ª giornata di campionato. Dopo la sua partenza la prestazione complessiva del Rouen risente della sua assenza, arrivando a fine campionato a raggiungere solo la decima posizione nel gruppo B, l'ultima utile per la salvezza, mentre con la nuova squadra Asseyi va a segno per la prima volta alla 17ª giornata, siglando la rete che apre le marcature con il Paris Saint-Germain, incontro poi terminato 2-1 per il Montpellier. Chiude la sua prima stagione con il Montpellier raggiungendo il quarto posto in campionato e la finale di Coppa di Francia, persa 5-0 con il Paris Saint-Germain.

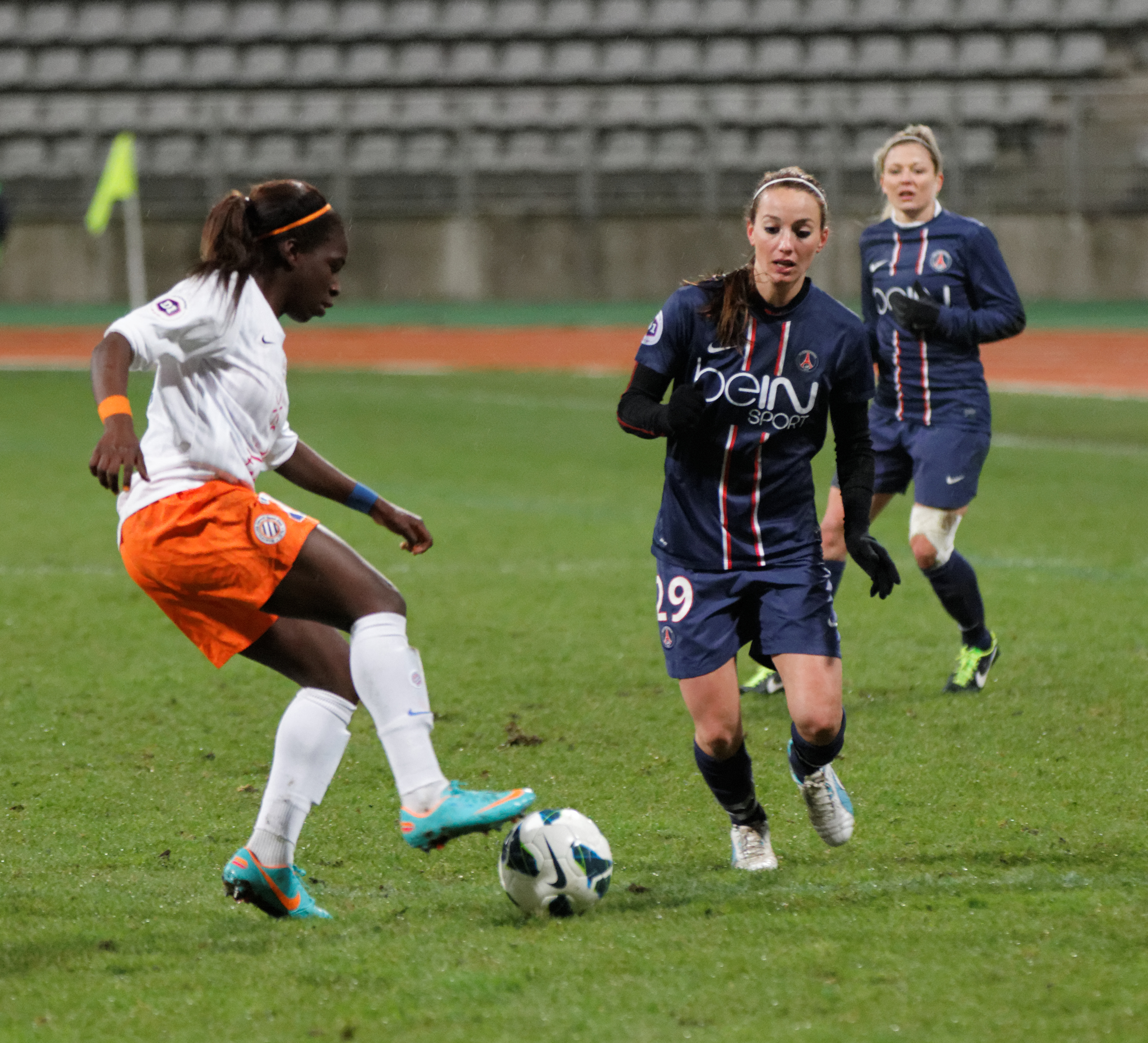
Viviane Asseyi, a sinistra, e Kosovare Asllani (PSG) nell'incontro Paris Saint-Germain- di campionato del 13 gennaio 2013.

Rimane legata al Montpellier per le sei stagioni successive, collezionando complessivamente 3 terzi posti e 4 quarti posti in campionato, ai quali si aggiungono 5 finali, tutte perse, in Coppa di Francia, oltre a quella con il Paris Saint-Germain una con il Saint-Étienne e le altre con l'Olympique Lione. Asseyi lascia la società al termine della stagione 2015-2016, con un tabellino personale di 124 presenze e 43 reti in campionato.
Durante il calciomercato estivo 2016 decide di trasferirsi all'Olympique Marsiglia, neopromosso in Division 1, società alla quale rimane legata per due stagioni. Il campionato 2016-2017 risulta estremamente positivo, con la squadra in grado di competere per i primi posti in classifica e che termina il suo primo campionato in D1 in quarta posizione grazie anche alle 9 reti di Asseyi, migliore marcatrice della squadra e decima in classifica generale a pari merito con Salma Amani (Guingamp) e Laura Bourgouin (Soyaux). Ben diversa è la prestazione nella stagione successiva, con la squadra che naviga sempre nella parte bassa della classifica e che termina al dodicesimo e ultimo posto in campionato, con conseguente retrocessione in D2, mentre in Coppa di Francia è eliminata dal Montpellier, che già l'aveva eliminata nelle fasi iniziali dell'edizione precedente, agli ottavi di finale. Con la retrocessione Asseyi decide di lasciare la società, congedandosi con un tabellino personale di 13 reti siglate su 42 partite di campionato.
Nell'estate 2018 decide di trasferirsi al Bordeaux, squadra con la quale affronta il campionato di D1 2018-2019 chiudendolo al quarto posto, migliore prestazione della squadra fino a quell'anno. Asseyi si rivela ancora protagonista, siglando 12 reti su 22 incontri di campionato, migliore realizzatrice della squadra davanti a Claire Lavogez (3) e sesta in classifica generale. A conferma dell'intesa delle due compagne di squadra è la vittoria in amichevole contro le professioniste statunitensi del Washington Spirit, superate per 3-1 nell'incontro del 23 marzo 2019 con due reti, una su calcio di rigore, di Asseyi, una di Lavogez e autorete di Chloé Bornes.
Ha poi giocato per due stagioni consecutive al Bayern Monaco, vincendo il campionato tedesco nella stagione 2020-21. Per la stagione 2022-23 si è trasferita in Inghilterra al West Ham.

### Nazionale
Asseyi inizia ad essere convocata dalla federazione calcistica della Francia (FFF) dal 2008, inizialmente per indossare la maglia della formazione Under-16 impegnata alla Nordic Cup, per passare l'anno successivo all'Under-17 debuttando in un torneo ufficiale UEFA in occasione delle qualificazioni all'europeo 2010 di categoria.
Sempre nel 2010 l'allora tecnico della formazione Under-19 Jean-Michel Degrange la chiama per la doppia amichevole del 23 e 25 novembre con le pari età dell'Inghilterra e nel marzo 2011 la inserisce in rosa con la squadra impegnata al Torneo di La Manga. Dopo quell'esperienza Degrange la convoca sia per le fasi élite di qualificazione agli Europei U-19 di Italia 2011 e Turchia 2012, fallendole entrambe, e all'edizione 2012 del Torneo di La Manga. In tutto tra il 2010 e il 2012 Asseyi marca 15 presenze e sigla 4 reti.
Inserita dal CT Bruno Bini nella rosa delle convocate all'Europeo di Svezia 2013, sostituendo l'infortunata Laëtitia Tonazzi nella prima scelta dell'allenatore, il 29 giugno 2013 ha fatto il suo esordio con la maglia della nazionale maggiore rilevando al 65' Marie-Laure Delie nell'amichevole vinta per 1-0 con la Norvegia. Da allora viene convocata con una certa regolarità, sia nella nazionale titolare che in quella B, dove con quest'ultima marca 10 presenze tra il 2014 e il 2017 tra cui una partecipazione all'edizione 2015 dell'Istria Cup, torneo amichevole dove sigla anche una rete.
Le sue convocazioni della gestione Philippe Bergerôo al di fuori delle amichevoli disputate dalla sua nazionale sono comunque limitate alla Cyprus Cup 2014, a due incontri della fase di qualificazione al Mondiale di Canada 2015, ad altrettanti durante le qualificazioni all'Europeo dei Paesi Bassi 2017 e a due edizioni della SheBelieves Cup, chiamata da Bergerôo in quella del 2016 e da Corinne Diacre in quella del 2018, mentre nel periodo tra i due, con la panchina affidata al CT Olivier Echouafni, Asseyi non colleziona alcuna convocazione.
Diacre decide di inserirla nella lista delle 23 giocatrici convocate per il Mondiale di Francia 2019 annunciata dalla federazione francese il 2 maggio 2019.

## Statistiche

### Presenze e reti nei club (parziali)
Aggiornate al 28 settembre 2022
| Stagione             | Squadra              | Campionato           | Campionato | Campionato | Coppe nazionali | Coppe nazionali | Coppe nazionali | Coppe continentali | Coppe continentali | Coppe continentali | Altre competizioni | Altre competizioni | Altre competizioni | Totale | Totale |
| Stagione             | Squadra              | Comp                 | Pres       | Reti       | Comp            | Pres            | Reti            | Comp               | Pres               | Reti               | Comp               | Pres               | Reti               | Pres   | Reti   |
| -------------------- | -------------------- | -------------------- | ---------- | ---------- | --------------- | --------------- | --------------- | ------------------ | ------------------ | ------------------ | ------------------ | ------------------ | ------------------ | ------ | ------ |
| 2018-2019            | Bordeaux             | D1                   | 22         | 12         | CF              | 1               | 0               | -                  | -                  | -                  | -                  | -                  | -                  | 23     | 12     |
| 2019-2020            | Bordeaux             | D1                   | 16         | 12         | CF              | 3               | 1               | -                  | -                  | -                  | -                  | -                  | -                  | 19     | 13     |
| Totale Bordeaux      | Totale Bordeaux      | Totale Bordeaux      | 38         | 24         | -               | 4               | 1               | -                  | -                  | -                  | -                  | -                  | -                  | 42     | 25     |
| Agosto 2020          | Bayern Monaco        | BL                   | -          | -          | CG              | -               | -               | UWCL               | 1                  | 0                  | -                  | -                  | -                  | 1      | 0      |
| 2020-2021            | Bayern Monaco        | BL                   | 16         | 9          | CG              | 3               | 1               | UWCL               | 4                  | 0                  | -                  | -                  | -                  | 23     | 10     |
| 2021-2022            | Bayern Monaco        | BL                   | 20         | 5          | CG              | 3               | 1               | UWCL               | 6                  | 1                  | -                  | -                  | -                  | 29     | 7      |
| Totale Bayern Monaco | Totale Bayern Monaco | Totale Bayern Monaco | 36         | 14         | -               | 6               | 2               | -                  | 11                 | 1                  | -                  | -                  | -                  | 53     | 17     |
| 2022-2023            | West Ham             | SL                   | 22         | 6          | CI              | 2               | 0               | -                  | -                  | -                  | LC                 | 5                  | 2                  | 29     | 8      |
| 2023-2024            | West Ham             | SL                   | 22         | 6          | CI              | 1               | 1               | -                  | -                  | -                  | LC                 | 3                  | 0                  | 26     | 7      |
| 2024-2025            | West Ham             | SL                   | 6          | 0          | CI              | -               | -               | -                  | -                  | -                  | LC                 | 1                  | 2                  | 7      | 2      |
| Totale West Ham      | Totale West Ham      | Totale West Ham      | 50         | 12         | -               | 3               | 1               | -                  | -                  | -                  | -                  | 9                  | 4                  | 62     | 17     |
| Totale carriera      | Totale carriera      | Totale carriera      | 124        | 50         | -               | 13              | 4               | -                  | 11                 | 1                  | -                  | 9                  | 4                  | 157    | 59     |

## Palmarès

### Club
- Campionato tedesco: 1

Bayern Monaco: 2020-2021